# Pascal Golomer
Pascal Golomer, né le 7 mars 1966 au Mans (Sarthe), est un journaliste français.
Entré à France Télévisions en 1990, il est nommé directeur exécutif chargé de l'information et membre du comité exécutif de l'entreprise le 24 août 2015 et quitte ses fonctions le 7 décembre de la même année. En juin 2016, il est nommé directeur adjoint de la rédaction des sports de France Télévisions.

## Biographie

### Formation
Pascal Golomer est titulaire d'une licence de droit.  En 1988, il est diplômé du Centre universitaire d'enseignement du journalisme (CUEJ) de Strasbourg.

### Carrière
Pascal Golomer entre à la rédaction d'Antenne 2 en 1990. Il intègre d'abord l'équipe de Télématin puis rejoint en 1992 le service économique et social de la chaîne. Outre la couverture de l'actualité, il réalise plusieurs reportages pour le magazine Envoyé spécial. 
En 1997, il devient chef du service économique et social mais décide deux ans plus tard de renouer avec le reportage en rejoignant le service de politique étrangère en tant que grand reporter. En janvier 2002, il est nommé envoyé spécial permanent de la rédaction de France 2 au bureau de New York, puis en septembre 2006 il succède à Philippe Rochot comme envoyé spécial permanent au bureau de Pékin.
En septembre 2010, Thierry Thuillier, venant d'être nommé directeur de l'information par le président de France Télévisions Rémy Pflimlin, fait appel à Pascal Golomer pour prendre la tête de la rédaction nationale de France 3. Puis, en 2014, il lui confie le poste de directeur délégué à l'information de France Télévisions.
Après le départ de Thierry Thuillier de France Télévisions, le 1er juin 2015, il assure l’intérim à la direction de l'information avant que Delphine Ernotte, nouvelle présidente de France Télévisions, ne le nomme le 24 août directeur exécutif chargé de l'information et membre du Comité exécutif de France Télévisions. Il quitte ses fonctions le 7 décembre 2015. 
Il est remplacé à ce poste par Michel Field (nommée par Delphine Ernotte), ce qui fait naitre une polémique au sein de la chaine, ce changement de poste étant qualifié de « revirement brutal » par la rédaction de France 2, Manuel Tissier, le président de la Société des journalistes (SDJ) de France 2, regrettant « un manque de considération par rapport au travail accompli » par Pascal Golomer et ses équipes,. La direction justifiera ce remplacement par la non venue de la présidente du FN Marine Le Pen à Des paroles et des actes, et un manque de réactivité de France 2 après les attentats du 13 novembre 2015. Golomer avait également émis des doutes sur la mise en œuvre de la future chaîne France Info,.
En juin 2016, il est nommé directeur adjoint de la rédaction des sports, en remplacement de François Brabant.